# Kung-fu Master (film)
Pour les articles homonymes, voir Kung-Fu Master (homonymie).
Pour plus de détails, voir Fiche technique et Distribution.
Kung-fu Master ou : « Le petit Amour » est un film français réalisé par Agnès Varda en 1988.

## Synopsis
L'histoire d'amour de Julien, un collégien de 14 ans et de Mary-Jane, une femme qui élève seule sa fille, camarade de classe de Julien. Le garçon est passionné de jeu vidéo, particulièrement de Kung-Fu Master auquel il joue chaque jour sur la borne d'arcade du bistrot près de son collège. C'est là que Mary-Jane le remarque et entre en contact avec lui. Une amitié réciproque se développe entre le garçon indépendant et la jeune femme au caractère resté très adolescent.
Julien profite de l’invitation de Lucy à partager leurs devoirs de classe pour se rapprocher de Mary-Jane, et se fait quelque temps plus tard inviter à Londres dans la famille de cette dernière. Mais une forme de jalousie se développe de la part de Lucy, qui remarque l'attention soutenue que porte sa mère à Julien, ce qui l'amène à se disputer avec elle sur le sujet. Mary-Jane et Julien partent ensemble dans une petite île de la côte anglaise. Il s'y découvrent un possible amour partagé, mais leurs familles les séparent à leur retour. Mary-Jane, réconciliée avec sa fille, garde un souvenir mélancolique de cette escapade.

## Fiche technique
Sauf indication contraire, les informations mentionnées dans cette section peuvent être confirmées par la base de données cinématographiques Allociné,  présente dans la section « Liens externes ».
- Titre original : Kung-fu Master
- Réalisation : Agnès Varda
- Scénario : Agnès Varda d'après un récit de Jane Birkin
- Photo : Pierre-Laurent Chenieux
- Son : Olivier Schwob
- Montage : Marie-Jo Audiard
- Musique : Joanna Bruzdowicz
- Production déléguée : Ciné-Tamaris
- Coproduction : La Sept
- Pays d'origine :  France
- Langue originale : français
- Format : couleur
- Genre : Drame, romance
- Durée : 80 minutes
- Dates de sortie : 
  - France : 9 mars 1988 (sortie nationale)

## Distribution

Logo du jeu vidéo Kung-Fu Master dont on voit plusieurs phases de jeu dans le film.

- Jane Birkin : Mary-Jane
- Mathieu Demy : Julien
- Charlotte Gainsbourg : Lucy
- Lou Doillon : Lou

## Édition
Le film est sorti en cassette VHS en 1990 par l'éditeur Fil à Film . En DVD, il figure dans le coffret "Varda l'intégrale" édité en 2023 par Ciné-Tamaris.

## Tournage
Plusieurs scènes sont tournées au lycée Molière (Paris).
Le film reprend dans son introduction et pour plusieurs scènes la représentation de profil très caractéristique du jeu vidéo Kung-Fu Master.
Léa Drucker, 17 ans, qui fréquente alors le cours de théâtre du Lycée Molière, fait une figuration dans le film. On la voit au début lors de la boum de Lucy (Charlotte Gainsbourg).
À la 45e minute, les personnages regardent à la télévision anglaise un sketch où apparaît l'acteur Hugh Laurie.

## Analyse
En 2021, dans Les Inrockuptibles, la critique Rose Baldous écrit que « la dimension scandaleuse du scénario est désamorcée par l’œil lucide de la cinéaste, qui restitue à ce destin de femme – interprétée par l’intemporelle Jane Birkin – complexité et mystère. Loin <de celui> du Humbert Humbert de Nabokov, son désir à elle est exempt de toute attraction sexuelle, plutot de l’ordre d’une fixation affective ».